# Дзунхара (станція)
Дзунхара (монг. Зунхараа) — залізнична станція в Монголії, розташована на Трансмонгольській залізниці між станціями Барунхара і Тунх.
Розташована в однойменному місті.